# Orthogeomys dariensis
Orthogeomys dariensis е вид бозайник от семейство Гоферови (Geomyidae).

## Разпространение
Видът е разпространен в Панама.